# Héctor Bellerín
Héctor Bellerin Moruno (ur. 19 marca 1995 w Barcelonie) – hiszpański piłkarz, występujący na pozycji obrońcy w hiszpańskim klubie Real Betis. W latach 2016–2020 czterokrotny reprezentant Hiszpanii. 
Wychowanek oraz wieloletni zawodnik angielskiego Arsenalu. W swojej karierze występował również m.in. w takich klubach jak: FC Barcelona, Sporting CP czy Watford.

## Kariera klubowa
Bellerín rozpoczął swoją karierę w FC Barcelonie, skąd latem 2011 roku trafił do angielskiego Arsenalu. W lipcu 2013 roku podpisał z klubem pierwszy profesjonalny kontrakt. 25 września 2013 roku podczas spotkania Pucharu Ligi Angielskiej z West Bromwich Albion zadebiutował w barwach Arsenalu, gdy w 95. minucie zastąpił na boisku Mikela Artetę.
22 listopada 2013 Bellerín został do 2 stycznia 2014 roku wypożyczony do Watfordu. Na początku stycznia wypożyczenie zostało przedłużone do końca sezonu 2013/14. Mimo to 18 lutego Arsenal ściągnął Bellerína z powrotem do Londynu.
1 lutego 2015 zdobył swoją pierwszą bramkę dla Arsenalu. Miało to miejsce w meczu przeciwko Aston Villa, który zakończył się wynikiem 5:0 dla Kanonierów.
1 września 2022, po 11 latach wrócił do klubu, w którym zaczynał swoją juniorską karierę, czyli FC Barcelony.

## Kariera reprezentacyjna
W reprezentacji Hiszpanii zadebiutował 29 maja 2016 w wygranym 3:1 meczu z Bośnią i Hercegowiną.

## Statystyki klubowe
Stan na 19 stycznia 2023
| Klub               | Sezon              | Liga               | Liga  | Liga   | Puchar kraju | Puchar kraju | Puchar Ligi Angielskiej | Puchar Ligi Angielskiej | Europa | Europa | Inne  | Inne   | Suma  | Suma   |
| Klub               | Sezon              | Liga               | mecze | bramki | mecze        | bramki       | mecze                   | bramki                  | mecze  | bramki | mecze | bramki | mecze | bramki |
| ------------------ | ------------------ | ------------------ | ----- | ------ | ------------ | ------------ | ----------------------- | ----------------------- | ------ | ------ | ----- | ------ | ----- | ------ |
| Arsenal            | 2013/2014          | Premier League     | 0     | 0      | 0            | 0            | 1                       | 0                       | 0      | 0      | –     | –      | 1     | 0      |
| Watford (wyp.)     | 2013/2014          | Championship       | 8     | 0      | 0            | 0            | 0                       | 0                       | –      | –      | –     | –      | 8     | 0      |
| Arsenal            | 2014/2015          | Premier League     | 20    | 2      | 3            | 0            | 1                       | 0                       | 4      | 0      | –     | –      | 28    | 2      |
| Arsenal            | 2015/2016          | Premier League     | 36    | 1      | 1            | 0            | 0                       | 0                       | 6      | 0      | 1     | 0      | 44    | 1      |
| Arsenal            | 2016/2017          | Premier League     | 33    | 1      | 4            | 0            | 0                       | 0                       | 5      | 0      | –     | –      | 42    | 1      |
| Arsenal            | 2017/2018          | Premier League     | 35    | 2      | 0            | 0            | 3                       | 0                       | 8      | 1      | 1     | 0      | 47    | 3      |
| Arsenal            | 2018/2019          | Premier League     | 19    | 0      | 0            | 0            | 0                       | 0                       | 0      | 0      | –     | –      | 19    | 0      |
| Arsenal            | 2019/2020          | Premier League     | 15    | 1      | 3            | 0            | 2                       | 0                       | 3      | 0      | –     | –      | 23    | 1      |
| Arsenal            | 2020/2021          | Premier League     | 25    | 1      | 1            | 0            | 1                       | 0                       | 7      | 0      | 1     | 0      | 35    | 1      |
| Arsenal            | Ogólnie            | Ogólnie            | 183   | 8      | 12           | 0            | 8                       | 0                       | 33     | 1      | 3     | 0      | 239   | 9      |
| Real Betis (wyp.)  | 2021/2022          | Primera División   | 23    | 0      | 5            | 0            | –                       | –                       | 4      | 0      | –     | –      | 32    | 0      |
| FC Barcelona       | 2022/2023          | Primera División   | 3     | 0      | 2            | 0            | –                       | –                       | 2      | 0      | 0     | 0      | 7     | 0      |
| Ogólnie w karierze | Ogólnie w karierze | Ogólnie w karierze | 217   | 8      | 19           | 0            | 8                       | 0                       | 39     | 1      | 3     | 0      | 286   | 9      |

## Sukcesy

### Arsenal
- Puchar Anglii: 2014/2015, 2016/2017, 2019/2020
- Tarcza Wspólnoty: 2015, 2017, 2020

### FC Barcelona
- Superpuchar Hiszpanii: 2022/2023

### Reprezentacyjne
- Wicemistrzostwo Europy U-21: 2017

### Wyróżnienia
- Drużyna turnieju Mistrzostw Europy U-19: 2013
- Drużyna Roku PFA: 2015/16